# Volkswagen Passat B2
 (juillet 2025).

## Historique

### Lancement
La deuxième génération de Volkswagen Passat a été lancée en 1981. La plate-forme, nommée B2, était légèrement plus longue et le nouveau style de la voiture la rendait immédiatement identifiable comme étant une Passat à la différence la plus évidente des phares rectangulaires. En plus de la Passat à hayon et break (Variant), il y avait aussi une berline classique tricorps, qui, jusqu'au restylage de 1985 a été vendue sous le nom de Volkswagen Santana en Europe. En Amérique du Nord, la Passat / Santana a été vendue sous le nom de Volkswagen Quantum, disponible en trois portes à hayon, berline à quatre portes et break, mais la cinq portes à hayon n'a jamais été vendue là-bas et la berline trois portes a été abandonnée après moins de deux ans. La version Syncro à quatre roues motrices a été introduite en octobre 1984, d'abord uniquement avec le moteur 5 cylindres le plus puissant,.
La Santana a également été produite en Chine, au Brésil, au Mexique (sous le nom de Corsar, à partir de 1984 et 1988) et en Argentine (la Carat entre 1987 et 1991). Au Brésil, le break Santana a été vendue sous le nom de Quantum. La berline Passat et le break ont été produits en Afrique du Sud pour le marché local jusqu'en 1987.
Comme la génération précédente, la Passat B2 était principalement vendue avec des moteurs essence et Diesel 4 cylindres. Cependant, contrairement à la Passat B1 le haut de gamme a reçu le moteurs Audi et VW à 5 cylindres de 1,9 à 2,2 litres. En plus des transmissions manuelles à quatre et cinq rapports et automatique à trois vitesses, la Passat / Santana était également disponible avec l'intéressante transmission 4+E de Volkswagen. Egalement appelé « Formel E » ce dispositif avait un dernier rapport particulièrement élevé ce qui, combiné avec un mécanisme de roue libre, permettait d'abaisser la consommation d'essence. Un système start/stop automatique était également disponible sur certains marchés. Le système quatre roues motrices utilisé dans la Passat Variant Syncro partageait le système de l'Audi 80 quattro et non pas la Volkswagen Golf Syncro. Le soubassement de la Syncro était presque entièrement différent, nécessitant un tunnel de transmission, un réservoir d'essence déplacé et la suppression du logement roue de secours pour laisser de la place au complexe essieu arrière. Seule la version break, la plus vendue, a été remaniée. Le système Syncro était également disponible sur le marché nord-américain, uniquement avec le moteur 5 cylindres.

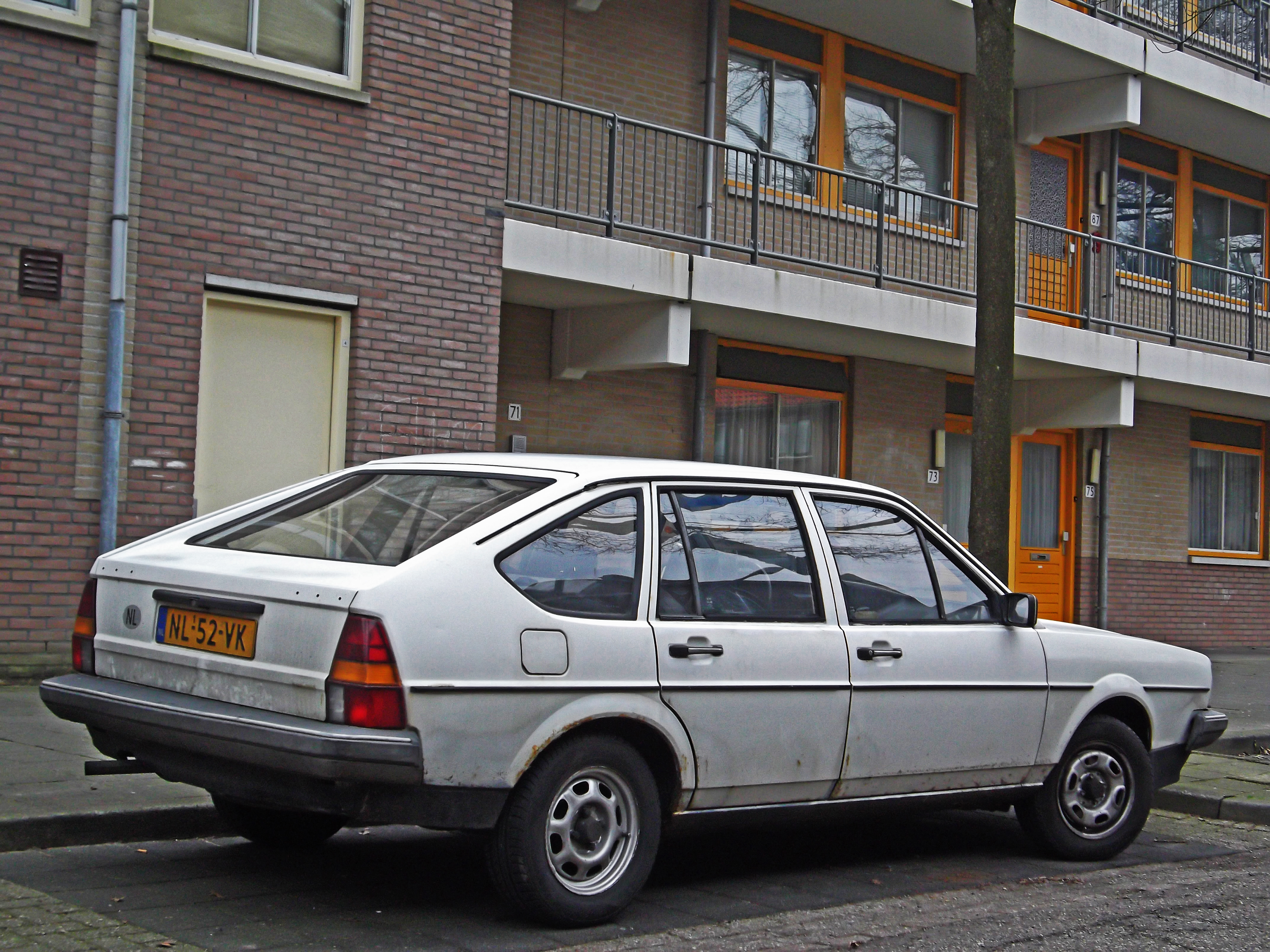
VW Passat B2 5 portes Phase 1
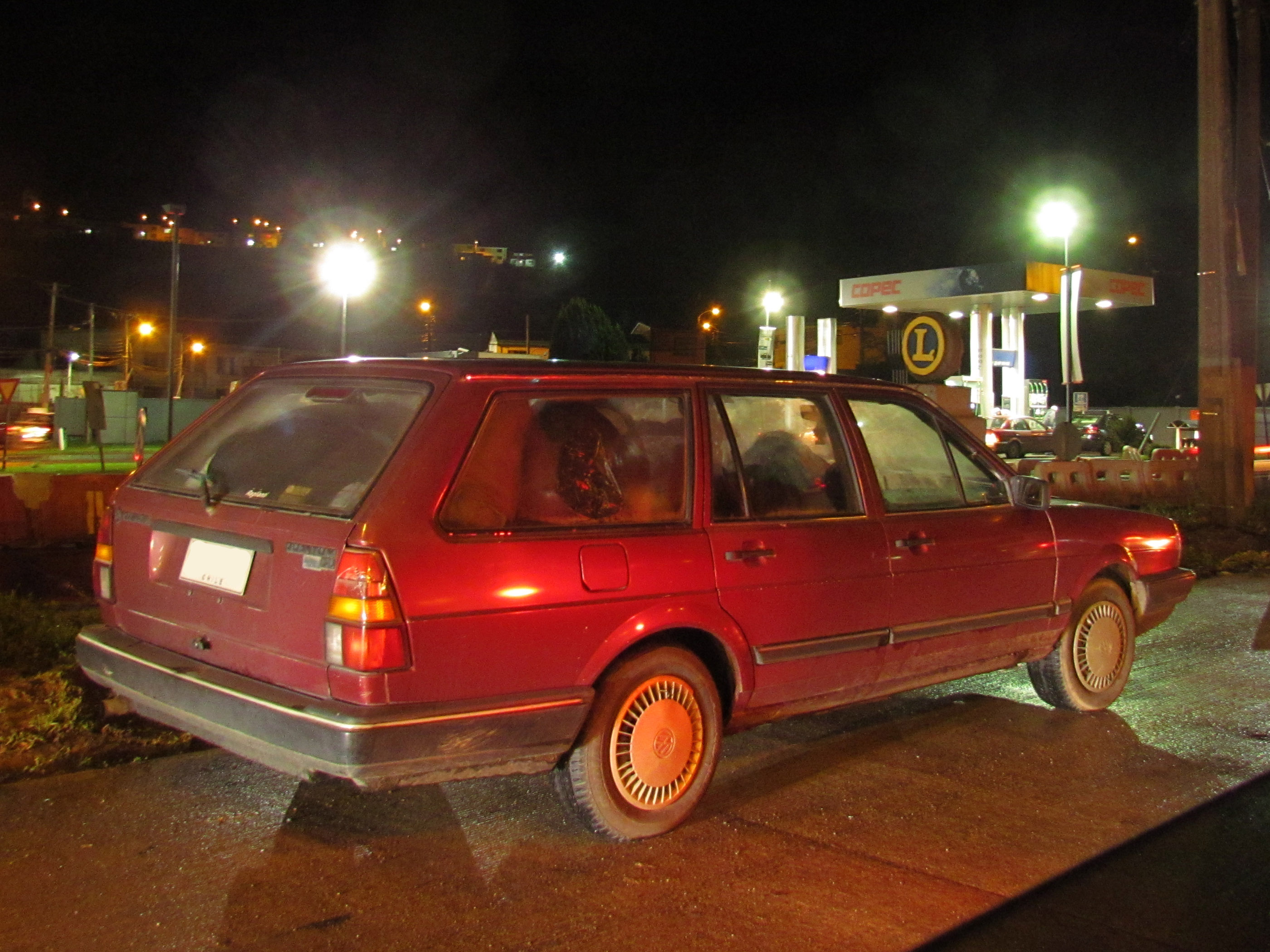
Volkswagen Quantum Wagon (US)

### Restylage de 1985

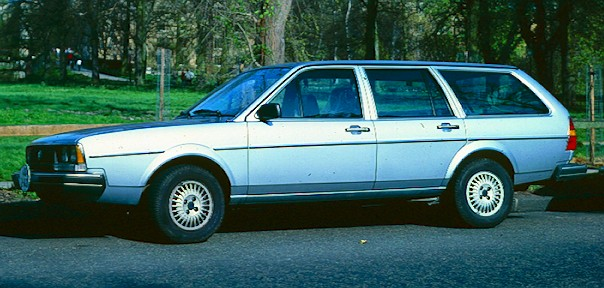
Volkswagen Passat B2 Variant

En 1985, la gamme reçoit un léger restylage : plus gros pare-chocs, quelques menues retouches à l'intérieur, une nouvelle calandre et de nouveaux feux arrière sur les versions à hayon. La version deux portes à hayon est retirée du catalogue, tandis que le nom Santana est abandonné en Europe. La face avant est désormais commune aux berlines à hayon et aux versions break. La version nord-américaine, aussi connue sous le nom de Quantum, est équipée des phares de la version européenne, conçus en matériau composite.
Au 31 mars 1988, la production limitée à l'Allemagne s'élève à 3 345 248 exemplaires (bien que les modèles Syncro aient été produits jusqu'en juin). La production mondiale s'élève au moins à 4,5 millions d'unités.

## Motorisations
| Modèle  | Mode d'alimentation                                   | Nombre de cylindres | Cylindrée (cm3) | Puissance Max. kW (ch) et régime d'atteinte (tr/min) | Couple Max. (Nm) et régime d'atteinte (tr/min) | Code Moteur | Catalyseur | Dates de production | Remarques                                                                   |
| ------- | ----------------------------------------------------- | ------------------- | --------------- | ---------------------------------------------------- | ---------------------------------------------- | ----------- | ---------- | ------------------- | --------------------------------------------------------------------------- |
| 1.3     | Carburateur                                           | 4                   | 1272            | 40 (55) / 5 800                                      | 90 / 3 400                                     | FY          |            | 10/1980–07/1983     | –                                                                           |
| 1.3     | Carburateur                                           | 4                   | 1272            | 44 (60) / 5 800                                      | 95 / 3 800                                     | FZ          | –          | 10/1980–07/1983     | Modèle export                                                               |
| 1.3     | Carburateur                                           | 4                   | 1296            | 44 (60) / 5 600                                      | 100 / 3 500                                    | EP          | –          | 08/1983–07/1986     |                                                                             |
| 1.6     | Carburateur                                           | 4                   | 1588            | 48 (65) / 5 000                                      | 115 / 3 000                                    | WP          | –          | 10/1980–12/1981     | Pour les pays avec un indice d'octane inférieur                             |
| 1.6     | Carburateur                                           | 4                   | 1588            | 51 (70) / 5 600                                      | 121 / 3 000                                    | YY          | –          | 10/1980–07/1981     | Pour l'Autriche                                                             |
| 1.6     | Carburateur                                           | 4                   | 1588            | 51 (70) / 5 200                                      | 123 / 3 200                                    | WVA         | –          | 08/1981–07/1983     | Pour l'Autriche                                                             |
| 1.6     | Carburateur                                           | 4                   | 1588            | 55 (75) / 5 600                                      | 119 / 3 000                                    | WY          | –          | 11/1980–07/1983     | Pour la Suisse et la Suède                                                  |
| 1.6     | Carburateur                                           | 4                   | 1588            | 55 (75) / 5 600                                      | 121 / 3 200                                    | YN          | –          | 10/1980–07/1981     |                                                                             |
| 1.6     | Carburateur                                           | 4                   | 1588            | 55 (75) / 5 600                                      | 121 / 3 200                                    | WV          | –          | 08/1981–07/1983     |                                                                             |
| 1.6     | Carburateur                                           | 4                   | 1588            | 63 (85) / 5 600                                      | 127 / 3 200                                    | YP          | –          | 02/1981–12/1982     |                                                                             |
| 1.6     | Carburateur                                           | 4                   | 1595            | 51 (70) / 5 200                                      | 118 / 2 700                                    | PP          | G-Kat      | 03/1987–03/1988     |                                                                             |
| 1.6     | Carburateur                                           | 4                   | 1595            | 53 (72) / 5 200                                      | 120 / 2 700                                    | RL          | U-Kat      | 04/1986–03/1988     |                                                                             |
| 1.6     | Carburateur                                           | 4                   | 1595            | 55 (75) / 5 500                                      | 125 / 2 500                                    | JU          | –          | 08/1983–07/1987     |                                                                             |
| 1.6     | Carburateur                                           | 4                   | 1595            | 55 (75) / 5 000                                      | 125 / 2 500                                    | DT          | –          | 08/1983–03/1988     |                                                                             |
| 1.7     | Carburateur                                           | 4                   | 1715            | 54 (73) / 5 000                                      | 122 / 3 000                                    | WT          | –          | 08/1981–07/1983     | Uniquement aux USA                                                          |
| 1.8     | Carburateur                                           | 4                   | 1781            | 64 (87) / 5 000                                      | 143 / 3 200                                    | RM          | U-Kat      | 10/1986–03/1988     |                                                                             |
| 1.8     | Carburateur                                           | 4                   | 1781            | 66 (90) / 5 200                                      | 145 / 3 300                                    | DS          | –          | 01/1983–03/1988     |                                                                             |
| 1.8     | Carburateur                                           | 4                   | 1781            | 66 (90) / 5 200                                      | 145 / 3 300                                    | JV          | –          | 08/1983–12/1987     |                                                                             |
| 1.8     | Injection KE-Jetronic                                 | 4                   | 1781            | 66 (90) / 5 500                                      | 137 / 3 250                                    | JN          | G-Kat      | 01/1984–03/1988     |                                                                             |
| 1.8     | Injection K-Jetronic                                  | 4                   | 1781            | 82 (112) / 5 800                                     | 160 / 3 500                                    | DZ          | –          | 03/1984–12/1984     |                                                                             |
| 1.9     | Carburateur                                           | 5                   | 1921            | 85 (115) / 5 900                                     | 154 / 3 700                                    | WN          | –          | 10/1980–07/1983     |                                                                             |
| 2.0     | Injection K-Jetronic                                  | 5                   | 1994            | 83 (113) / 5 400                                     | 160 / 3 200                                    | SK          | U-Kat      | 04/1986–11/1986     |                                                                             |
| 2.0     | Injection K-Jetronic                                  | 5                   | 1994            | 85 (115) / 5 400                                     | 165 / 3 200                                    | JS          | –          | 08/1983–03/1988     |                                                                             |
| 2.0     | Injection K-Jetronic                                  | 5                   | 1994            | 85 (115) / 5 400                                     | 165 / 3 200                                    | HP          | –          | 08/1983–03/1988     | avec vanne EGR; pour la Suisse et la Suède                                  |
| 2.0     | Injection multipoint                                  | 5                   | 1994            | 103 (140) / 6 400                                    | 175 / 4 800                                    | JD          | –          | 01/1987–10/1989     | 20 soupapes ; uniquement au Japon                                           |
| 2.1     | Injection K-Jetronic                                  | 5                   | 2144            | 85 (115) / 5 300                                     | 168 / 4 000                                    | WE          | –          | 04/1981–07/1983     | avec vanne EGR; pour la Suisse et la Suède                                  |
| 2.2     | Injection KE-Jetronic                                 | 5                   | 2226            | 85 (115) / 5 500                                     | 165 / 2 500                                    | KX          | G-Kat      | 08/1985–03/1988     |                                                                             |
| 2.2     | Injection K-Jetronic                                  | 5                   | 2226            | 100 (136) / 5 700                                    | 184 / 3 550                                    | KV          | –          | 01/1985–03/1988     |                                                                             |
| 2.2     | Injection K-Jetronic                                  | 5                   | 2226            | 100 (136) / 5 700                                    | 184 / 3 550                                    | HY          | –          | 08/1984–03/1988     | avec vanne EGR; pour la Suisse et la Suède                                  |
| 2.2     | Injection KE-Jetronic                                 | 5                   | 2226            | 88 (120) / 5 500                                     | 170 / 3 000                                    | JT          | G-Kat      | 08/1985–07/1988     | Uniquement sur Syncro                                                       |
| 1.6 D   | Préchambre Ricardo                                    | 4                   | 1588            | 40 (54) / 4 800                                      | 102 / 2 000                                    | CR          | –          | 10/1980–07/1982     |                                                                             |
| 1.6 D   | Préchambre Ricardo                                    | 4                   | 1588            | 40 (54) / 4 800                                      | 100 / 2 300                                    | JK          | –          | 08/1982–03/1988     |                                                                             |
| 1.6 TD  | Turbocompresseur à gaz d'échappement                  | 4                   | 1588            | 51 (70) / 4 500                                      | 133 / 2 500                                    | CY          | –          | 08/1981–03/1988     |                                                                             |
| 1.6 TD  | Turbocompresseur à gaz d'échappement                  | 4                   | 1588            | 51 (70) / 4 500                                      | 133 / 2 800                                    | MD          | –          | 08/1984–07/1985     | Uniquement aux USA                                                          |
| 1.6 TDS | Turbocompresseur à gaz d'échappement avec Intercooler | 4                   | 1588            | 59 (80) / 4 500                                      | 155 / 2 600                                    | RA          | –          | 05/1986–03/1988     | Installé uniquement dans des véhicules d'essai, et plus tard sur la Golf II |

Légende couleur : Essence ; Diesel